# Naobranchia cygniformis
Naobranchia cygniformis is een eenoogkreeftjessoort uit de familie van de Lernaeopodidae. De wetenschappelijke naam van de soort is voor het eerst geldig gepubliceerd in 1863 door Hesse.